# 55e Match des étoiles de la Ligue nationale de hockey
Match précédent Match suivant
Le Match des étoiles 2007 de la LNH fut le 55e Match des étoiles de la Ligue nationale de hockey. L'association de l'Ouest sortie victorieuse, défaisant l'association de l'Est sur le score de 12 buts à 9. Le défenseur des Flames de Calgary Dion Phaneuf marqua le plus long but dans un filet désert de l'histoire du Match des étoiles lorsque son dégagement en zone centrale le long des bandes dévia subitement et que la rondelle roula jusqu'au filet vacant de l'association de l'Est. L'attaquant des Sabres de Buffalo Daniel Brière fut nommé le joueur le plus utile du match (MVP).
Le match fut présenté au American Airlines Center, situé dans la ville de Dallas en l'État du Texas aux États-Unis le 24 janvier 2007. Le Concours d'habileté et le match des jeunes étoiles furent présentés la veille le 23 janvier.
Le 23 janvier 2006, le commissaire de la LNH Gary Bettman annonça que l'évènement sera présenté au American Airlines Center, domicile des Stars de Dallas, durant la saison 2006-2007 de la LNH. Ce fut le premier Match des étoiles de la Ligue nationale de hockey depuis le lockout déclenché lors de la saison 2004-2005. Lors de la saison 2005-2006, aucun Match des étoiles ne fut au programme dû à la tenue des Jeux olympiques d'hiver de 2006 à Turin, en Italie.
Les Stars de Dallas furent les hôtes de cet événement pour la première fois depuis 1972, l'équipe étant alors connu sous le nom des North Stars du Minnesota. De plus, pour la première fois depuis 1989, le Match des étoiles fut disputé durant un soir de la semaine. Plus de 500 membres des médias et des diffuseurs nord-américains et internationaux furent attendus pour le Match des étoiles 2007. Le Match des étoiles 2004 avait été diffusé dans plus de 217 pays et territoires à travers le monde.
Cet événement fut diffusé par Versus, CBC et RDS.

## Match des jeunes étoiles
La liste ci-dessous reprend les joueurs sélectionnés pour jouer le match des jeunes étoiles.

### Équipe de l'Association de l'Est
- Gardien
  - Kari Lehtonen, Thrashers d'Atlanta
- Défenseurs
  - Mike Green, Capitals de Washington
  - Andrej Meszároš, Sénateurs d'Ottawa
  - Ryan Whitney, Penguins de Pittsburgh
- Attaquants
  - Patrick Eaves, Sénateurs d'Ottawa
  - Phil Kessel, Bruins de Boston
  - Ievgueni Malkine, Penguins de Pittsburgh
  - Zach Parise, New Jersey
  - Jordan Staal, Penguins de Pittsburgh
  - Alexander Steen, Maple Leafs de Toronto
  - Thomas Vanek, Sabres de Buffalo

### Équipe de l'Association de l'Ouest
- Gardien
  - Peter Budaj, Avalanche du Colorado
- Défenseurs
  - Matt Carle, Sharks de San José
  - Brent Seabrook, Blackhawks de Chicago
  - Ladislav Smid, Oilers d'Edmonton
  - Shea Weber, Predators de Nashville
- Attaquants
  - Ryan Getzlaf, Ducks d'Anaheim
  - Jussi Jokinen, Stars de Dallas
  - Anže Kopitar, Kings de Los Angeles
  - Aleksandr Radoulov, Predators de Nashville
  - Lee Stempniak, Blues de Saint-Louis
  - Wojtek Wolski, Avalanche du Colorado

### Résultats
Les jeunes joueurs de l'Est ont battu ceux de l'Ouest et Zach Parise des Devils a été désigné meilleur joueur du match.
| Score | Période | Temps | Équipe | Buteur   | Passeur(s) | Passeur(s) |
| ----- | ------- | ----- | ------ | -------- | ---------- | ---------- |
| 1-0   | 1       | 00:27 | Ouest  | Kopitar  | Weber      | Jokinen    |
| 1-1   | 1       | 01:32 | Est    | Parise   | Vanek      | Lehtonen   |
| 1-2   | 1       | 03:35 | Est    | Whitney  | Staal      | Steen      |
| 2-2   | 1       | 04:30 | Ouest  | Jokinen  | Kopitar    | Budaj      |
| 2-3   | 1       | 09:47 | Est    | Meszároš | Green      | Steen      |
|       |         |       |        |          |            |            |
| 2-4   | 2       | 00:26 | Est    | Kessel   | Ranger     | Vanek      |
| 3-4   | 2       | 03:35 | Ouest  | Kopitar  | Smid       |            |
| 3-5   | 2       | 07:39 | Est    | Ranger   | Green      | Parise     |
| 3-6   | 2       | 09:22 | Est    | Meszároš | Steen      | Parise     |
|       |         |       |        |          |            |            |
| 3-7   | 3       | 01:57 | Est    | Kessel   | Green      | Parise     |
| 3-8   | 3       | 02:41 | Est    | Parise   | Ranger     | Kessel     |
| 4-8   | 3       | 03:39 | Ouest  | Carle    | Wolski     | Stempniak  |
| 4-9   | 3       | 04:00 | Est    | Kessel   | Staal      | Parise     |
| 5-9   | 3       | 04:15 | Ouest  | Getzlaf  | Kopitar    | Weber      |
| 6-9   | 3       | 05:39 | Ouest  | Getzlaf  | Kopitar    |            |
| 7-9   | 3       | 07:01 | Ouest  | Carle    | Stempniak  | Wolski     |
| 8-9   | 3       | 07:51 | Ouest  | Radoulov |            |            |

## Scrutin de sélection du55eMatch des étoiles
Le vote se déroula du 1er décembre 2006 au 2 janvier 2007 sur Internet, partout à travers le monde. Les trois premiers attaquants, les deux premiers défenseurs et le premier gardien de but au scrutin général obtenaient automatiquement un laissez-passer pour le Match des étoiles de la LNH 2007.
Sidney Crosby est le joueur qui a obtenu le plus de voix de tous les joueurs (tous postes et toutes conférences confondus).

### L'événement Rory Fitzpatrick
L'un des aspects les plus intéressants concernant le vote du 55e Match des étoiles de la LNH fut la campagne instituée en faveur de la nomination de Rory Fitzpatrick. Malgré ses zéros points en 18 matchs avec les Canucks, Fitzpatrick se classait 2e au vote populaire cumulatif du Match des étoiles chez les défenseurs de l'Association de l'Ouest avec 428 832 votes en date du 20 décembre 2006.
L'idée à la base de cette campagne inusitée était d'utiliser la nouvelle procédure de vote instaurée par la LNH, qui permettait et encourageait les amateurs à voter à plusieurs reprises, pour élire un candidat inusité ou peu populaire au sein du public.  La campagne était conçue à la base comme une banale campagne humoristique destinée à mettre en évidence les lacunes du nouveau système de vote de la LNH et sur le raisonnement logique que si un nombre suffisamment élevé d'amateurs votaient pour un candidat indésirable, la ligue serait forcée de revoir et de modifier son système de vote. Un certain nombre de personnalités du monde du hockey s'élevèrent contre cette campagne, dont Wayne Gretzky et Don Cherry.
Le 9 janvier 2007, le vote des amateurs fut clos, et Fitzpatrick termina en troisième position au total chez les défenseurs de la Conférence de l'Ouest. Il ne fut donc pas sélectionné dans l'alignement de départ, puisque la procédure de vote stipulait que seuls les deux premiers rangs de chaque position accordaient automatiquement une invitation au Match des étoiles, les autres étant nommés sur invitation des entraîneurs de chaque formation de Conférence. Le 13 janvier 2007, les alignements complets des formations du 55e Match des étoiles de la LNH furent annoncés. Rory Fitzpatrick ne fut pas sélectionné à titre de joueur invité et ne participa donc pas à cette classique annuelle à Dallas.

### Équipe de l'association de l'Est
Nota : Les joueurs en gras ont été sélectionnés par le vote des fans,
Gardiens de but
| Joueur         | Équipe                | Nombre de voix |
| -------------- | --------------------- | -------------- |
| Ryan Miller    | Sabres de Buffalo     | 539 635        |
| Martin Brodeur | Devils du New Jersey  | 484 993        |
| Cristobal Huet | Canadiens de Montréal | 123 590        |

Défenseurs
| Joueur          | Équipe                 | Nombre de voix |
| --------------- | ---------------------- | -------------- |
| Brian Campbell  | Sabres de Buffalo      | 602 982        |
| Sheldon Souray  | Canadiens de Montréal  | 534 647        |
| Tomáš Kaberle   | Maple Leafs de Toronto | 451 963        |
| Brian Rafalski  | Devils du New Jersey   | 228 827        |
| Zdeno Chára     | Bruins de Boston       | 511 457        |
| Jay Bouwmeester | Panthers de la Floride | 410 007        |

Attaquants
| Joueur               | Équipe                    | Nombre de voix |
| -------------------- | ------------------------- | -------------- |
| Sidney Crosby        | Penguins de Pittsburgh    | 825 783        |
| Daniel Brière        | Sabres de Buffalo         | 475 857        |
| Aleksandr Ovetchkine | Capitals de Washington    | 475 297        |
| Jason Blake          | Islanders de New York     |                |
| Dany Heatley         | Sénateurs d'Ottawa        | 167 021        |
| Vincent Lecavalier   | Lightning de Tampa Bay    | 164 522        |
| Martin Saint-Louis   | Lightning de Tampa Bay    | 103 573        |
| Marián Hossa         | Thrashers d'Atlanta       | 207 393        |
| Simon Gagné          | Flyers de Philadelphie    | 86 843         |
| Eric Staal           | Hurricanes de la Caroline | 168 290        |
| Brendan Shanahan     | Rangers de New York       | 174 450        |
| Justin Williams      | Hurricanes de la Caroline |                |

Entraîneur-chef: Lindy Ruff Sabres de Buffalo

Assistant-entraîneur: Bob Hartley Thrashers d'Atlanta

### Équipe de l'association de l'Ouest
Gardiens de but
| Joueur           | Équipe               | Nombre de voix |
| ---------------- | -------------------- | -------------- |
| Roberto Luongo   | Canucks de Vancouver | 484 861        |
| Miikka Kiprusoff | Flames de Calgary    | 403 313        |
| Marty Turco      | Stars de Dallas      | 385 045        |

Défenseurs
| Joueur            | Équipe                 | Nombre de voix |
| ----------------- | ---------------------- | -------------- |
| Scott Niedermayer | Ducks d'Anaheim        | 591 657        |
| Nicklas Lidstrom  | Red Wings de Détroit   | 573 069        |
| Dion Phaneuf      | Flames de Calgary      | 395 168        |
| Kimmo Timonen     | Predators de Nashville |                |
| Philippe Boucher  | Stars de Dallas        |                |
| Lubomir Visnovsky | Kings de Los Angeles   | 177 650        |

Attaquants
| Joueur            | Équipe                   | Nombre de voix |
| ----------------- | ------------------------ | -------------- |
| Joe Thornton      | Sharks de San José       | 663 931        |
| Joe Sakic         | Avalanche du Colorado    | 473 847        |
| Jonathan Cheechoo | Sharks de San José       | 444 885        |
| Bill Guerin       | Blues de Saint-Louis     |                |
| Martin Havlát     | Blackhawks de Chicago    | 302 307        |
| Rick Nash         | Blue Jackets de Columbus | 135 068        |
| Teemu Selänne     | Ducks d'Anaheim          | 335 149        |
| Patrick Marleau   | Sharks de San José       | 415 123        |
| Henrik Zetterberg | Red Wings de Détroit     | 139 735        |
| Brian Rolston     | Wild du Minnesota        | 146 456        |
| Ryan Smyth        | Oilers d'Edmonton        | 177 165        |
| Yanic Perreault   | Coyotes de Phoenix       |                |

Entraîneur-chef: Randy Carlyle Ducks d'Anaheim

Assistant-entraîneur: Barry Trotz Predators de Nashville

## Concours d'habiletés
Cette section présente l'ensemble des résultats du concours d'habiletés 

### Contrôle de la rondelle en relais
L'équipe qui gagne la course de relais rapporte un « but » à sa conférence et le joueur qui gagne la course individuelle en rapporte également un. Chaque conférence a récolté un « but ».
Première course, course relais en équipe
Daniel Brière, Tomáš Kaberle et Martin Saint-Louis ont patiné plus rapidement que l'équipe de l'Ouest qui était formée de Brian Rolston, Lubomir Visnovsky et Teemu Selänne. Le point a été marqué quand Visnosvsky a perdu le contrôle de la rondelle.
Seconde course, course individuelle
Rick Nash a battu Jay Bouwmeester.

### Patineur le plus rapide
L'équipe qui patine globalement le plus vite rapporte un « but » à son association et la patineur le plus rapide en rapporte également un (les chiffres sont données en mille par heure). L'association de l'Ouest a marqué 2 buts en gagnant les deux sous-épreuves.
Association de l'Ouest
- Marleau (14,08)
- Guerin (14,34)
- McDonald (14,03)

Association de l'Est
- Staal, Caroline (14,50)
- Campbell, Buffalo (14,97)
- Ovetchkine, Washington (15,19)

### Tirs de fusillade
Cette épreuve consiste en un tête à tête entre le gardien et le joueur de champ.
Chaque but inscrit compte pour le total de buts de l'association. Le pourcentage d'arrêt du gardien compte pour déterminer le meilleur gardien. L'association de l'Est a marqué 1 but et celle de l'Ouest 2 sur la première série et sur la deuxième, l'Est a marqué 3 buts et l'Ouest 2. Enfin pour la troisième et dernière manche, l'Est n'a pas marqué un seul but et l'Ouest en a marqué 3.
Première partie
| Association | Gardien | Tireur   | Résultat |
| ----------- | ------- | -------- | -------- |
| Est         | Turco   | Shanahan | Arrêt    |
| Ouest       | Huet    | Lidstrom | Arrêt    |
| Est         | Turco   | Gagné    | But      |
| Ouest       | Huet    | Guerin   | But      |
| Est         | Turco   | Staal    | Arrêt    |
| Ouest       | Huet    | Cheechoo | But      |
| Est         | Turco   | Brière   | Arrêt    |
| Ouest       | Huet    | Marleau  | Arrêt    |

Deuxième partie
| Association | Gardien   | Tireur      | Résultat |
| ----------- | --------- | ----------- | -------- |
| Est         | Kiprusoff | Hossa       | But      |
| Ouest       | Brodeur   | Havlát      | But      |
| Est         | Kiprusoff | Saint-Louis | Arrêt    |
| Ouest       | Brodeur   | Selänne     | Arrêt    |
| Est         | Kiprusoff | Williams    | But      |
| Ouest       | Brodeur   | McDonald    | But      |
| Est         | Kiprusoff | Crosby      | But      |
| Ouest       | Brodeur   | Nash        | Arrêt    |

Troisième partie
| Conférence | Gardien | Tireur     | Résultat |
| ---------- | ------- | ---------- | -------- |
| Est        | Luongo  | Heatley    | Arrêt    |
| Ouest      | Miller  | Sakic      | But      |
| Est        | Luongo  | Lecavalier | Arrêt    |
| Ouest      | Miller  | Smyth      | But      |
| Est        | Luongo  | Blake      | Arrêt    |
| Ouest      | Miller  | Rolston    | Arrêt    |
| Est        | Luongo  | Ovetchkine | Arrêt    |
| Ouest      | Miller  | Thornton   | But      |

### Tir le plus puissant
Cette épreuve concerne le tir le plus rapide avec un « but » à la clé pour la meilleure moyenne entre les associations et un autre pour l'association du joueur avec le plus gros tir. Finalement, la conférence Est inscrit 2 buts (les vitesses sont données en mille par heure).
Association de l'Ouest
- Boucher 98 - 94,6
- Thornton 91,8 - 93,2
- Lidstrom 91,2 - 89,8
- Phaneuf 89,6 - 90,4

Conférence de l'Est
- Rafalski  84,6 - 86,8
- Heatley 94 - 90
- Chára 99,5 - 100,4
- Souray  97,9 - 100

### Précision de tir
Cinq cibles sont disposées dans un but. Le joueur doit toucher ces cibles avec le plus petit nombre de tentatives. Un but pour le tireur le plus précis et un but pour l'équipe avec la meilleure moyenne. Finalement, l'Est gagnera deux buts (les chiffres désignent respectivement le nombre de fois où la cible est touchée et le nombre de tirs réalisés).
Association de l'Ouest
- Cheechoo 2-8
- Sakic 1-8
- Perreault 4-6
- Thornton 4-6

Association de l'Est
- Gagné 2-8
- Staal 4-5
- Hossa 4-5
- Shanahan 4-6

### Dans la zone
Cette épreuve consiste en une confrontation entre trois joueurs et un gardien de but. Les joueurs ont trois palets et doivent réaliser un minimum de trois passes avant de pouvoir tirer au but. De plus, les joueurs sont dans des zones définies et ne peuvent pas en sortir pour défier le gardien. Tout se joue sur la rapidité des passages et les décalages créés. Un but est donné à l'équipe qui à chaque manche inscrit le plus de but au gardien. Le pourcentage d'arrêt du gardien compte pour déterminer le meilleur gardien. L'association Est gagne le but en inscrivant 2 buts contre 0 pour l'association  Ouest.
Première manche
- Turco contre Brière, Staal et Campbell : 2 buts.
- Huet contre Perreault, Nash et Jovanoski : 0 but.

Seconde manche
- Kiprusoff contre Crosby, Hossa et Gagné : 0 but.
- Brodeur contre Roslton, Smyth et Timonen : 0 but.

Troisième manche
- Luongo contre Lecavalier, Ovetchkine et Bouwmeester : 0 but.
- Miller contre Thornton, Cheechoo et Phaneuf : 0 but.

### Tirs de fusillade à répétition
Dans cette épreuve, le même joueur réalise trois tirs de fusillade coup sur coup contre un gardien de la conférence adverse. Chaque but inscrit compte pour un but dans le total de l'équipe. Les arrêts des gardiens comptent également pour un but.
- Crosby contre Luongo : 2 buts et 1 arrêt
- Selänne contre Miller : 1 but et 2 arrêts.

### Résultats
| Épreuve                           | Est | Ouest |
| --------------------------------- | --- | ----- |
| Contrôle de la rondelle en relais | 1   | 1     |
| Patineur le plus rapide           | 0   | 2     |
| Tirs de fusillade, 1re partie     | 1   | 2     |
| Tir le plus puissant              | 2   | 0     |
| Tirs de fusillade, 2e partie      | 3   | 2     |
| Précision de tir                  | 2   | 0     |
| Dans la zone                      | 1   | 0     |
| Tirs de fusillade, 3e partie      | 0   | 3     |
| Tirs de fusillade à répétition    | 5   | 1     |
| Total                             | 15  | 11    |

Le tableau ci-dessous présente le nombre de buts pris par chaque gardien.
| Épreuve           | Est    | Est     | Est  | Ouest  | Ouest     | Ouest |
| ----------------- | ------ | ------- | ---- | ------ | --------- | ----- |
| Épreuve           | Miller | Brodeur | Huet | Luongo | Kiprusoff | Turco |
| Tirs de fusillade | 3      | 2       | 2    | 0      | 3         | 1     |
| Dans la zone      | 0      | 0       | 0    | 0      | 0         | 2     |
| Total             | 3      | 2       | 2    | 0      | 3         | 3     |

Luongo est donc sacré meilleur gardien du concours.

## Match des étoiles

### Résultat du match
| Score                           | Période | Temps | Équipe | Buteur      | Passeur(s) | Passeur(s) |
| ------------------------------- | ------- | ----- | ------ | ----------- | ---------- | ---------- |
| Gardiens : Luongo et Miller     |         |       |        |             |            |            |
| 0-1                             | 1       | 03:38 | Est    | Brière      | Heatley    | Hossa      |
| 1-1                             | 1       | 05:08 | Ouest  | Perreault   | Rolston    | Guerin     |
| 2-1                             | 1       | 06:17 | Ouest  | Selänne     |            |            |
| 2-2                             | 1       | 13:07 | Est    | Saint-Louis | Lecavalier | Rafalski   |
| 2-3                             | 1       | 13:43 | Est    | Staal       | Williamns  | Blake      |
| 3-3                             | 1       | 18:55 | Ouest  | Visnovsky   | Sakic      | Nash       |
| Gardiens : Kiprusoff et Brodeur |         |       |        |             |            |            |
| 4-3                             | 2       | 02:41 | Ouest  | Marleau     | Cheechoo   | Lidstrom   |
| 4-4                             | 2       | 05:19 | Est    | Williamns   | Blake      |            |
| 4-5                             | 2       | 06:29 | Est    | Chára       | Brière     | Rafalski   |
| 5-5                             | 2       | 08:30 | Ouest  | Rolston     |            |            |
| 6-5                             | 2       | 10:40 | Ouest  | Nash        | Sakic      | Phaneuf    |
| 7-5                             | 2       | 11:34 | Ouest  | Havlát      | Sakic      | Nash       |
| 8-5                             | 2       | 12:47 | Ouest  | Perreault   | Guerin     | Rolston    |
| 8-6                             | 2       | 13:32 | Est    | Ovetchkine  | Brière     | Souray     |
| 9-6                             | 2       | 18:58 | Ouest  | Rolston     | Jovanoski  |            |
| Gardiens : Turco et Huet        |         |       |        |             |            |            |
| 9-7                             | 3       | 02:01 | Est    | Heatley     | Brière     | Hossa      |
| 10-7                            | 3       | 07:12 | Ouest  | Nash        | Sakic      | Havlát     |
| 10-8                            | 3       | 10:37 | Est    | Chára       | Hossa      | Brière     |
| 11-8                            | 3       | 19:00 | Ouest  | Havlát      | Smyth      | Jovanoski  |
| 11-9                            | 3       | 19:25 | Est    | Souray      | Hossa      | Heatley    |
| 12-9                            | 3       | 19:48 | Ouest  | Phaneuf     | Visnovsky  |            |